# Onderklasse (biologie)
In de biologie is een onderklasse of subklasse een taxonomische rang of een taxon in die rang. Een onderklasse is een rang lager dan een klasse en hoger dan een infraklasse en orde. De manier om met rangen om te gaan verschilt voor de plantkunde enigszins van die voor zoölogie, zo komen rangen in de plantkunde en rangen in de zoölogie niet altijd overeen.